# Giovanni Carafa
Giovanni Carafa (m. 5 de março de 1561), duque de Paliano, era sobrinho do Papa e príncipe italiano.
Filho de Giovanni Alfonso Carafa, conde de Montorio, e Caterina Cantelma, Giovanni ganhou destaque juntamente com seus irmãos Carlo e Antonio quando seu tio, o cardeal Giovanni Pietro Carafa, foi eleito Papa Paulo IV em maio de 1555. Carlo tornou-se o mais poderoso dos três como cardeal-sobrinho do Papa, ao mesmo tempo Giovanni foi colocado no comando dos exércitos papais como Capitão-geral da Igreja. Foi feito Duque de Paliano depois que as forças papais dirigiram aos Colonna pró-espanhóis daquela cidade em 1556. Após recuperar Paliano dos espanhóis em 1558, Carlo processou, sem sucesso, em nome de Giovanni para o rei Filipe II de Espanha para o Ducado de Bari. 
Os sobrinhos Carafa eram conhecidos por seu estilo de vida corrupto e mercenário. Em um incidente pitoresco, registrado pelos diplomatas de Veneza, o Duque foi enviado por seu tio para interceptar duas cortesãs que tinham fugido de Roma em dezembro de 1558. Giovanni comunicou que ele não tinha nenhum interesse pessoal nesta missão: as mulheres eram favoritas de seus irmãos, e não dele .
Após o fracasso da guerra do Papa com a Espanha em 1558, a sua notoriedade tornou-se uma sujeição, e eles foram banidos de Roma em 27 de janeiro de  1559. Paulo IV morreu em agosto do mesmo ano, e Giovanni e Carlo foram levados a julgamento pelo novo Papa, Pio IV, em julho de 1560. Foram concluídos os trabalhos do julgamento em março de 1561, quando, sob as ordens seladas do Papa, os irmãos foram executados em Roma. Carlo, como cardeal, foi estrangulado no Castelo de Santo Ângelo, quando, dois dias depois, Giovanni foi decapitado na prisão Tor di Nona, juntamente com dois companheiros. A sentença foi revogada sob o papa seguinte, Pio V, em 1567, depois de uma petição por seu irmão sobrevivente e seu promotor foi executado por ter enganado Pio IV.
Seu filho, juntamente com um primo, foi mantido refém na corte do rei Henrique II da França como garantia nas negociações diplomáticas com Paulo IV. 